# Проблеми та перспективи нафтогазової промисловості
Проблеми та перспективи нафтогазової промисловості — періодичне видання, збірник наукових праць, продовження фахового друкованого наукового збірника «Проблеми нафтогазової промисловості», заснованого 2004 р., видано 12 випусків збірника.
Електронний збірник наукових праць ДП «Науканафтогаз» «Проблеми та перспективи нафтогазової промисловості» охоплює широкий діапазон нафтогазової проблематики, а саме:
- актуальні питання загальної та регіональної геології,
- тектоніки та стратиграфії,
- геолого-геофізичних і інших методів дослідження,
- геології, розвідки та розробки нафтових і газових родовищ,
- буріння свердловин,
- надрокористування та економіці геологорозвідувальних робіт,
- техніки і технологій видобутку нафти і газу, їх транспортування і переробки,
- автоматизації та інформаційних технологій,
- охорони праці та навколишнього середовища,
- стандартизації галузі.

Мова: українська, російська, англійська.
Періодичність: 1 раз на рік
Засновник: Науково-дослідний інститут нафтогазової промисловості Національної акціонерної компанії «Нафтогаз України» (ДП «Науканафтогаз») (м. Вишневе, Україна)
Головний редактор: Стогній Олексій Вадимович, канд. техн. наук, ДП «Науканафтогаз», м. Вишневе, Україна.
Заступники голови редакційної колегії: Шехунова С. Б., член.-кор. НАН України, м. Київ, Україна,
Білецький В. С., д-р техн. наук, професор, ХПІ, м. Харків, Якушин Л. М., д-р геол. наук, доцент, ДП «Науканафтогаз», м. Вишневе, Україна.